# 영석
숙공친왕(肅恭親王, ? ~ 1821년)은 중국 청나라의 황족 종실이다. 본명은 아이신줴뤄 융시(愛新覺羅 永錫, 애신각라 영석)이다.
그는 황족 숙신친왕(肅愼親王)의 아버지이고 황족 종실이라는 신분으로써 법부대신(法部大臣)을 지낸 숙각친왕(肅恪親王)의 할아버지이다.